# Dịch vụ

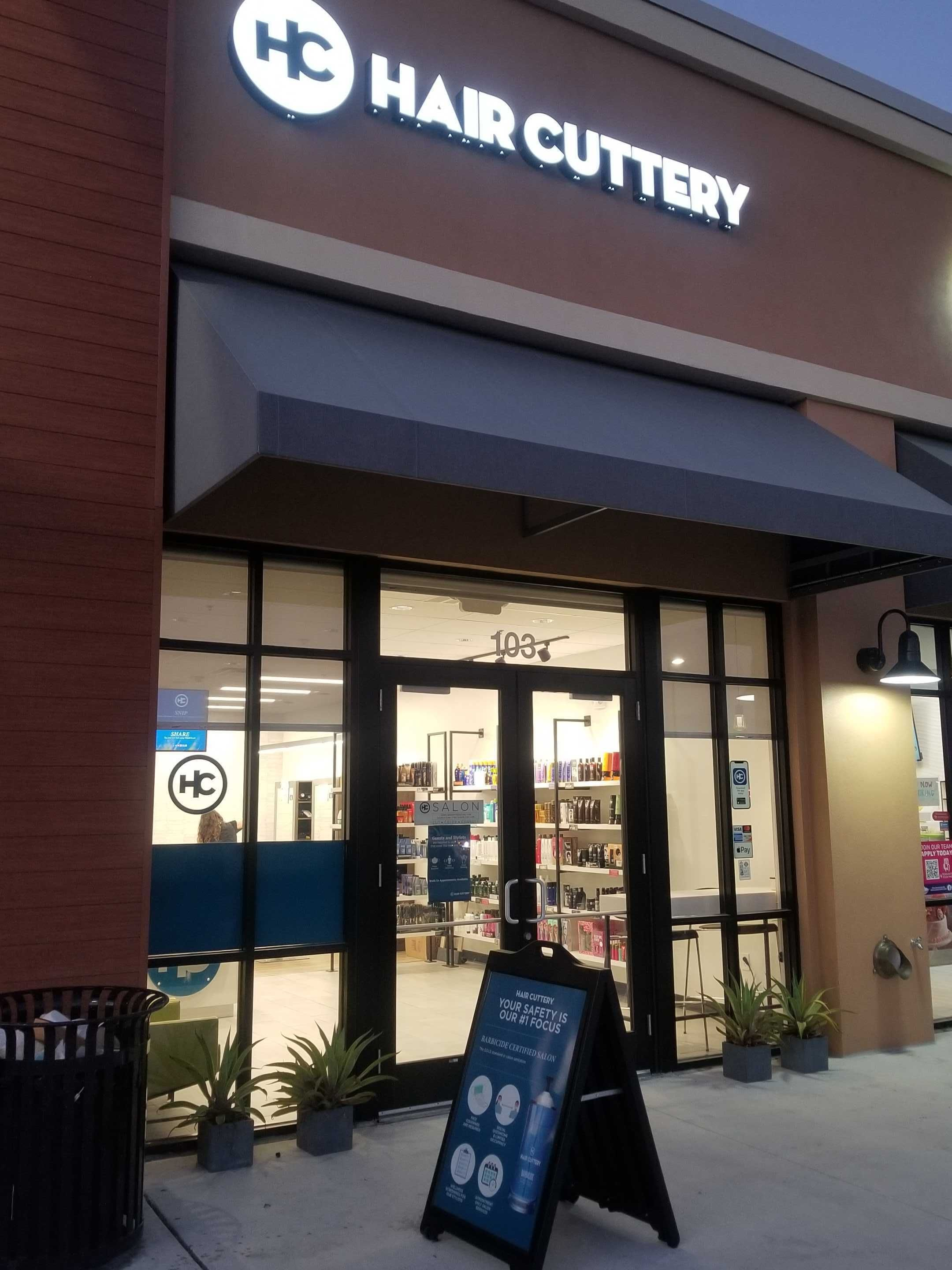
Tiệm làm tóc, một trong những dịch vụ làm đẹp cơ bản của con người

Dịch vụ là một hành động hoặc hoạt động mà người tiêu dùng, doanh nghiệp hoặc chính phủ sẵn sàng trả tiền. Các ví dụ bao gồm công việc của thợ cắt tóc, bác sĩ, luật sư, thợ cơ khí, ngân hàng, công ty bảo hiểm, nghệ sĩ, tiếp thị nội dung v.v. Dịch vụ công là những dịch vụ mà toàn xã hội (nhà nước dân tộc, liên minh tài chính hoặc khu vực) chi trả. Bằng cách sử dụng các nguồn lực, kỹ năng, sự khéo léo và kinh nghiệm, nhà cung cấp dịch vụ mang lại lợi ích cho người tiêu dùng dịch vụ. Dịch vụ có thể được định nghĩa là những hành động hoặc hoạt động vô hình mà nhà cung cấp dịch vụ cung cấp giá trị cho khách hàng.

## Danh sách các quốc gia theo sản lượng dịch vụ
Dưới đây là danh sách các quốc gia theo sản lượng dịch vụ tính theo tỷ giá thị trường theo giá trị danh nghĩa từ năm 2018.
| (01) Hoa Kỳ | 16,451 |
| (—) Liên minh châu Âu | 13,616 |
| (02) Trung Quốc | 7,025  |
| (03) Nhật Bản | 4,299  |
| (04) Đức | 2,792  |
| (05) Anh Quốc | 2,481  |
| (06) Pháp | 2,284  |
| (07) Brasil | 1,903  |
| (08) Ý | 1,775  |
| (09) Ấn Độ | 1,654  |
| (10) Nga | 1,431  |
| (11) Canada | 1,294  |
| (12) Tây Ban Nha | 1,219  |
| (13) Úc | 1,101  |
| (14) Hàn Quốc | 965    |
| (15) México | 841    |
| (16) Hà Lan | 669    |
| (17) Thổ Nhĩ Kỳ | 584    |
| (18) Thụy Sĩ | 523    |
| (19) Indonesia | 466    |
| (20) Bỉ | 415    |
| 20 quốc gia có sản lượng dịch vụ lớn nhất (tính theo giá trị danh nghĩa ở mức cao nhất tính đến năm 2018), theo IMF và CIA World Factbook. |        |